# Freiwilligendienst am Staatlichen Eremitage-Museum
Der Freiwilligendienst am Staatlichen Eremitage-Museum in Sankt Petersburg, Russland unterstützt das Eremitage Museum in externen und internen Angelegenheiten. Er dient als informelle Verbindung zwischen Mitarbeitern des Museums und der Öffentlichkeit. Durch die Zusammenarbeit wird den Freiwilligen das Wissen der Mitarbeiter näher gebracht. Freiwillige können Projekte organisieren, die ihre persönlichen Interessen und Ziele in Zusammenhang mit dem Museum widerspiegeln.

## Ziele
Hauptziel des Freiwilligendienstes ist, junge Leute aus der ganzen Welt mit der breiten Sammlung des Museums vertraut zu machen und dabei das Thema Weltkulturerbe ins Blickfeld zu rücken. Ein weiteres Ziel ist, den jungen Leuten den Wert von Traditionen näherzubringen und dadurch ein Gefühl der Verantwortung für deren Bewahrung zu wecken. Der Freiwilligendienst  ermöglicht jungen Studenten die Mitarbeit in verschiedenen kulturellen Projekten. Viele davon sind direkt mit Aktivitäten des Museums vernetzt.

## Geschichte
Kurz vor dem 300-jährigen Jubiläum von Sankt Petersburg 2003 präsentierte Michail Kožuchovski seine Idee des Freiwilligendienstes der Verwaltung der Eremitage. 150 Freiwillige wurden gefunden. Am 23. Mai betrat eine Gruppe von Freiwilligen in roten Uniformen das Museum zum ersten Mal. Die Freiwilligen halfen überall da, wo Hilfe benötigt wurde. In den Anfangsjahren entstanden viele Projekte in Zusammenarbeit mit verschiedenen Abteilungen der Eremitage.

## Das Team
Das Projekt entwickelt sich durch die vielen verschiedenen Freiwilligen immer weiter. Es entsteht eine Gemeinschaft, die sich sowohl aus russischen als auch aus ausländischen Studenten und Mitarbeitern verschiedener Altersklassen zusammensetzt. Bisher haben schon Freiwillige aus Russland, der Schweiz, den Vereinigten Staaten, Österreich, Italien, Deutschland, Frankreich, Spanien, Polen, Rumänien, der Türkei, dem Libanon, Brasilien und anderen Ländern am Projekt teilgenommen. Darunter sind Linguisten, Kunsthistoriker, Journalisten, Lehrer, Informatiker und viele andere, die nicht unbedingt einen direkten Bezug zur Kunst haben. Der Zeitaufwand und Zeitraum der Mitarbeit wird von jedem Freiwilligen individuell bestimmt.

## Auszeichnungen
Am 23. November 2013 fand im Atrium des Generalstabes des Eremitage Museums ein Fest zu Ehren der Freiwilligendienste statt. Organisiert von dem Ausschuss der Jugendpolitik der Regierung von St. Petersburg war das Ziel, die junge Freiwilligenbewegung voranzutreiben und die Aufmerksamkeit der Bürger, Behörden und Unternehmen auf die Aktivitäten und Projekte der Ehrenamtlichen zu lenken. Die Besten aus 150 bei den Wettbewerben teilnehmenden Freiwilligenverbänden wurden mit ehrenvollen Diplomen und Preisen ausgezeichnet. Der Freiwilligendienst des staatlichen Eremitage Museums bekam eine Auszeichnung als Gewinner in der Kategorie „Durchführung städtischer Veranstaltungen“ als Teilnehmer am Wettbewerb „Effektiver Freiwilligendienst“. Ein erstklassiges Diplom und eine Bronzestatue des „Kleinen Prinzen“ wurden an den Koordinator des Freiwilligendienstes des Eremitage Michail Kožuchovski vergeben.

## Aktivitäten in der Eremitage
An folgenden Aktivitäten können sich Freiwillige beteiligen:
- Empfang und Sicherheit: Gäste begrüßen, kontrollieren der Eintrittskarten und Fragen beantworten
- Arbeit an wissenschaftlichen Projekten: Pflege von Museums- und Inventardaten, Restauration, archäologische Arbeiten, Klassifikation und Management von gelagerten Artefakten
- Vorbereitung von Museums-Publikationen
- Korrespondenz mit anderen Organisationen
- Entwicklung neuer Kommunikations-Technologien sowie Design von Multimedia Projekten
- Unterstützung bei der Organisation von Seminaren und internationalen Konferenzen der Eremitage und des Freiwilligendienstes
- Übersetzungen, Unterrichten von Fremdsprachen und das Leiten von Diskussionsgruppen zur Förderung des Sprachaustausches
- Unterstützung beim Aufbau und Umbau von Ausstellungen sowie dem Transport von Artefakten

## Projekte

### WHY (World Heritage &Youth)
Dies ist das Hauptprojekt des Freiwilligendienstes. Hinter dem Namen verbirgt sich die Frage nach der Wichtigkeit junge Generationen in den Erhalt des Kulturerbes miteinzubeziehen. Ziel des Programmes ist es, die Bedeutung von Tradition im Bewusstsein junger Menschen zu stärken. Hierfür werden verschiedene Seminare und Konferenzen zum Thema Kultur und Denkmalpflege veranstaltet.
Ein Beispiel für die verschiedenen Themen ist die aktuelle Diskussion über den möglichen Bau des Okhta Centers, eines der meist kritisierten Bauprojekte im heutigen St. Petersburg. Viele der Freiwilligen äußerten sich ablehnend gegenüber dem möglichen Bau. Der Freiwilligendienst ist demnach aktiv in die Diskussion und den Erhalt der Sankt Petersburger Altstadt beteiligt.

### Eremitage Sommeruniversität
Dieses Projekt ist durch das WHY Projekt entstanden. Seit 2009 organisiert der Freiwilligendienst in Zusammenarbeit mit der russischen Firma Rosatom eine Sommeruniversität. Russische Studenten, meist aus ländlichen Gebieten, werden eingeladen, an einer Reihe von Seminaren und Vorträgen zu Themen aus Kultur und Tradition teilzunehmen. Für viele bietet die Sommeruniversität eine erste Möglichkeit, sich mit dem Thema Kulturerbe auseinanderzusetzen. Der Freiwilligendienst organisiert daher verschiedene Aktivitäten, die die interessierte Zielgruppe ansprechen. Die Sommeruniversität 2011 wird voraussichtlich in Kaliningrad stattfinden.

### Projekt Ropscha
Das Ziel dieses ersten Projekts des Freiwilligendienstes warm, auf Probleme des Erhalts von historischer Architektur aufmerksam zu machen. Die südwestlich von Sankt Petersburg gelegene ländliche Siedlung Ropscha ist Standort eines Palastes der Romanows und Kandidat des UNESCO-Weltkulturerbes. Freiwillige der Eremitage engagierten sich in einer Kampagne für den Erhalt des Monuments. Sie sammelten Informationen über das Projekt und verfassten einen umfangreichen Bericht über die Bedeutung des Palastes. Mit der Gründung des Weihnachtsbaum-Museums im Palast ermöglichte man Kindern der Stadt,  die Geschichte des Weihnachtsfests besser zu verstehen.

### Spiele und Wettbewerbe
Jedes Jahr organisiert der Freiwilligendienst Spiele, Preisausschreiben und Veranstaltungen, die es Kindern ermöglichen, die Weltgeschichte leichter zu verstehen. Die Spiele konzentrieren sich dabei immer auf einen Aspekt aus den Bereichen Geschichte, Kulturerbe und Tradition. Im Februar 2009 organisierte der Freiwilligendienst beispielsweise ein Projekt mit dem Namen Der Tag des Skythen, bei dem die Kinder die Möglichkeit hatten, spielerisch die Kultur der Skythen sowie die Pasyryk-Kultur der Nomaden aus der Altai-Region näher kennenzulernen. Die Wettbewerbe, die zusammen mit den Wissenschaftsabteilungen der Staatlichen Eremitage organisiert werden, dienen in erster Linie zu Bildungszwecken. Bei einem thematischen Ausflug oder einem Forschungsprojekt entdecken Kinder die erstaunliche Welt der Geschichte und Kultur.
Spiele und Abenteuer, die vom Freiwilligendienst organisiert wurden:
- Abenteuer "Flexagons Ifigenia", 12. April 2019
- Abenteuer "Die Sternzeichen", 12. April 2018
- Abenteuer "Götter, Sterne, Planeten", 12. April 2017
- Filmabenteuer „Entdecke dein Europa in der Eremitage“, 26. September 2016

- Abenteuer "Legenden des Weltraums", 12. April 2016

- Festival „Entdecke dein Europa in der Eremitage“, 26. September 2015
- Abenteuer „Entdecke dein Europa in der Eremitage“, September 2013
- Abenteuer „Entdecke dein Europa in der Eremitage“, September 2012
- Abenteuer „Volunteer Games“, Dezember 2010
- Abenteuer „Katzensucht“, März 2009
- Abenteuer „Volunteer Games“, Dezember 2009
- Spiel „Der Tag des Skythen“, April 2009
- Spiel „Star Wars“, Dezember 2008-März 2009
- Spiel „Ice Age“, Dezember 2008
- Spiel „Indiana Jones in der Eremitage“, Dezember 2008

### Computer-Science-Wettbewerbe
Seit 2005 begann der Freiwilligendienst, Computer-Science-Wettbewerbe für Schüler durchzuführen. Jedes Jahr organisiert er in Zusammenarbeit mit der wissenschaftlich-methodischen Abteilung Schulzentrum Wettbewerbe, die thematisch mit den Ausstellungen der Staatlichen Eremitage verbunden sind. Die Aufgaben der Wettbewerbe können in der Form einer Animation, einer multimedialen Präsentation oder einer digitalen Malerei ausgeführt werden.
Wettbewerbe, die vom Freiwilligendienst organisiert waren:
- "Ermitage: Wir schützen das Erbe der Nationen", September–Dezember 2018
- "Ermitage und das russische Ballett", März–Mai 2018
- "Ermitage in der Wendezeit", Oktober–Dezember 2017
- "Tour de France1717. Die große Reise Peter I.", Februar–Mai 2017
- "Byzanz und Russland", September–Dezember 2016
- "Palmier: Das Leben einatmend", März–Mai 2015
- „¡Buenos días, Argentina!“, September–Dezember 2015
- „Fröschchen auf Reisen“, April–November 2015
- „Die Ursprünge der Eremitage“, April–November 2015
- „Die Märchenwelt schimmert am Horizont“, Dezember 2012
- „Katzen – groß und klein“, April 2012
- „9 Tage vor den Kalendern von September“, Dezember 2011
- „Die Garage von Nikolaus II. im Winterpalast“, Dezember 2011
- „Auf der Schwelle der Entdeckung“, Oktober 2010
- „Auf den Spuren von Olympischen Göttern“, April 2010
- „Sankt Peterburgs Autogramm“, April 2010
- „Animationskater 2009“, März 2009
- „Neujahr“, Dezember 2007
- „Geschichte eines Tannenbaums“, Dezember 2005